# Cornwall-on-Hudson
Cornwall-on-Hudson est un village du comté d'Orange, dans l'État de New York, aux États-Unis. En 2010, il comptait une population de 3 018 habitants.

## Démographie
Lors du recensement de 2010, le village comptait une population de 3 018 habitants, tandis qu'elle est estimée en 2019 à 2 918 habitants.